# 巴塔哥尼亚叛乱

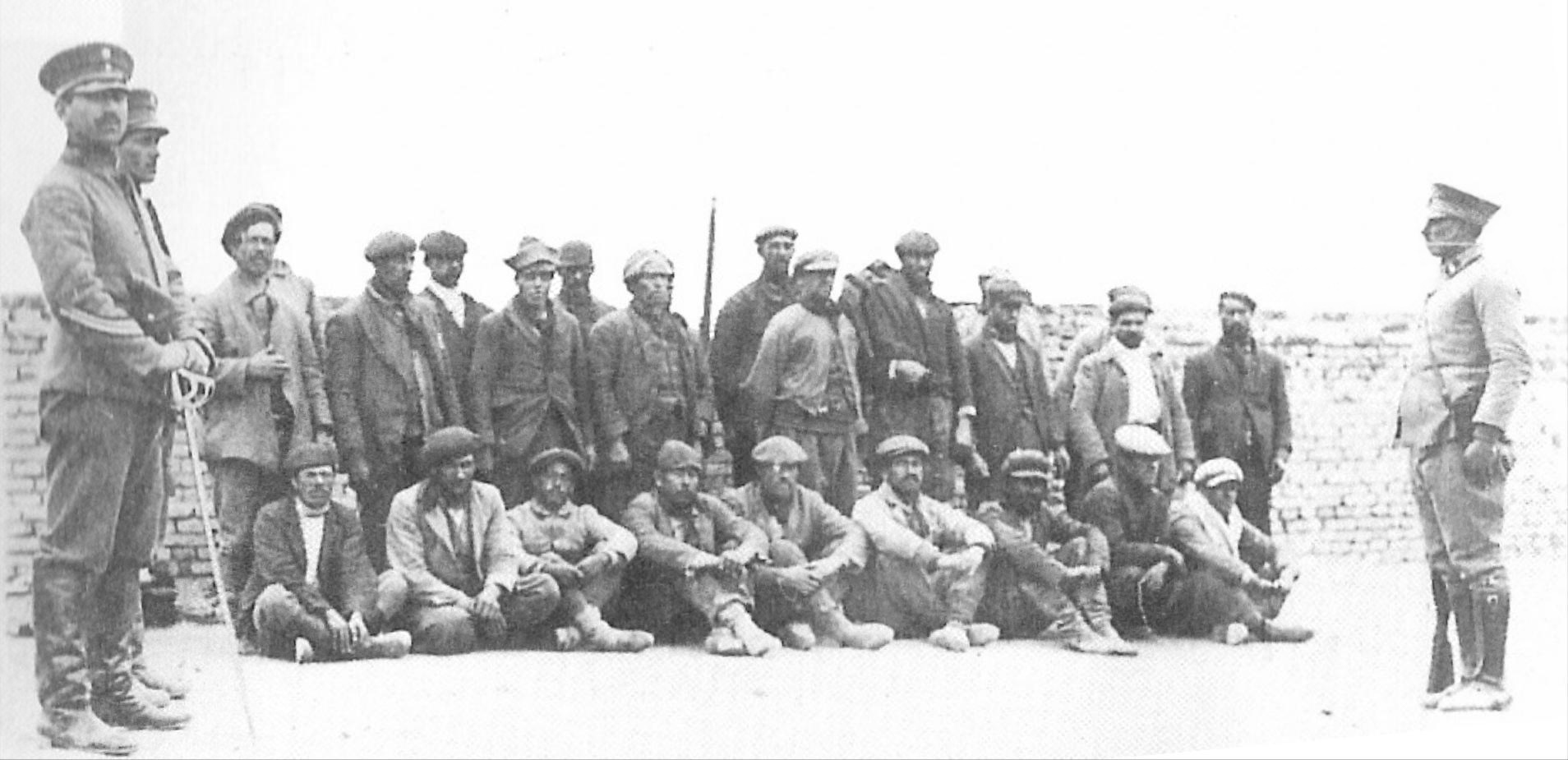
被逮捕的罢工工人

巴塔哥尼亚叛乱（西班牙語：Patagonia Rebelde），又称巴塔哥尼亚悲剧，是指1920年—1922年在阿根廷巴塔哥尼亚地区圣克鲁斯省发生的一场农村工人大罢工和其后的镇压行动。阿根廷总统伊波利托·伊里戈延下令镇压起义，具体由埃克托尔·贝尼尼奥·瓦雷拉上校指挥的阿根廷陆军第10骑兵团执行。在镇压行动中，第10骑兵团开枪打死约300—1500名农村工人，其中许多人在投降后被行刑队处决。被处决者大多是西班牙和智利工人，他们在1919年于智利南部城市纳塔莱斯港的罢工被智利当局镇压后，逃至阿根廷的巴塔哥尼亚避难。在这场冲突中，至少有2名阿根廷士兵（士兵费尔南多·巴勃罗·费舍尔和多明戈·蒙特内格罗）、3名当地警察（警长托马斯·罗萨、警员埃内斯托·博桑和胡安·坎波斯）以及一些牧场主及其家属丧生。